# Robert Cowell
Pour les articles homonymes, voir Cowell.
Robert Cowell, né le 12 juin 1924 et mort le 11 janvier 1960 à Athens (Géorgie), est un nageur américain spécialiste des épreuves de dos.

## Palmarès

### Jeux olympiques
- Jeux olympiques de 1948 à Londres (Grande-Bretagne) :
  -  Médaille d'argent du 100 m dos[1].